# Sérgio Bernadino
Sérgio Bernadino, också känd som Serginho eller Serginho Chulapa, född 23 december 1953 i São Paulo Brasilien, är en brasiliansk före detta fotbollsspelare som numera är tränare för det brasilianska laget Portuguesa Santista.
Serginho spelade för följande klubbar:
1973 Marilia-SP
1973-1983 São Paulo FC
1983-1984 Santos FC
1985 SC Corinthians Paulista
1987 Marítimo Funchal - Portugal
1988 Santos FC
1989 Atlético Sorocaba-SP
1989-1990 Santos FC
1991 Portuguesa-SP
1991-1993 São Caetano-SP
Mellan 1979 och 1982 spelade Serginho med i Brasiliens landslag vid tjugo tillfällen bl.a. i VM 1982 där han spelade alla fem matcher för Brasilien och gjorde två mål.
Serginho tränade följande klubbar:
2008-Portuguesa Santista